# Lasne
Lasne (em valão: Lane) é um município da Bélgica localizado no distrito de Nivelles, província de Brabante Valão, região da Valônia.